# يوسف العطا الله
يوسف صالح العطا الله (مواليد 3 أبريل 1996) هو لاعب كرة قدم سعودي يلعب حاليًا في نادي البطين.

## مسيرة اللاعب
لعب في ناشئي نادي الطائي و انتقل إلى فئة الشباب في نادي الشباب و و انتقل إلى أولمبي في نادي الهلال و لعب بعدها مع نادي هجر ونادي البكيرية ونادي الدرع ونادي اللواء ونادي النجوم ونادي الثقبة ونادي ساجر ونادي البطين.